# Rio Cahabón
Rio Cahabón é um rio centro-americano da Guatemala.